# Nankō-bō

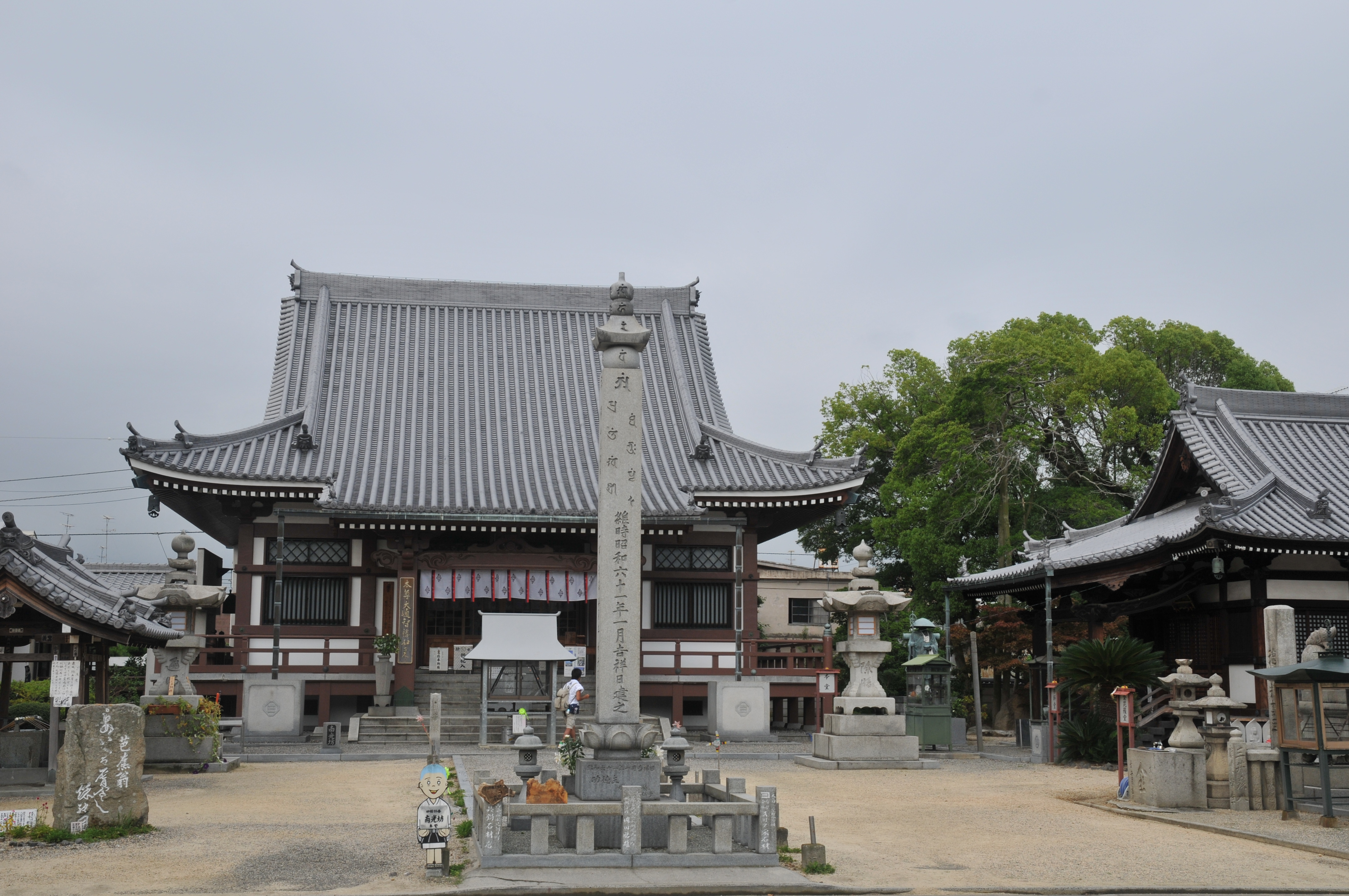
Haupthalle

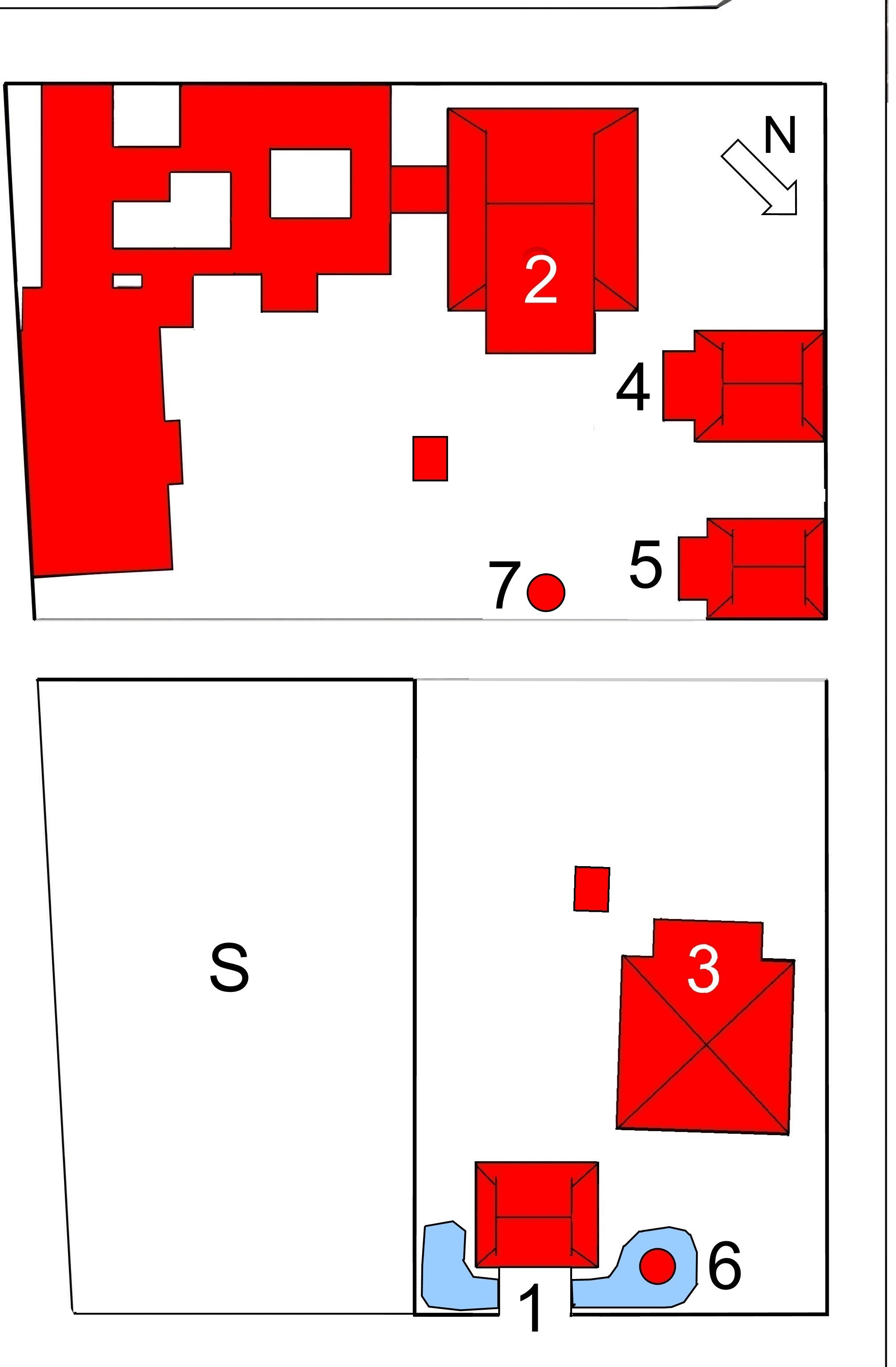
Plan des Tempels (s. Text)

Der Nankō-bō (japanisch 南光坊) mit den Go Bekkusan (別宮山) und Kongōin (金剛院) ist ein Tempel der Omuro-Richtung (御室派) des Shingon-Buddhismus in der Stadt Imabari (Präfektur Ehime). In der traditionellen Zählung ist er der 55. Tempel des Shikoku-Pilgerwegs, der einzige, der sich bō, also Klause, nennt.

## Geschichte
Der Überlieferung nach wurde der Tempel als buddhistische Gebetsstätte am Ōyamazumi-Schrein (大山祇神社) im Jahr Taihō 3 (703) vom „Vater der Marine“ Ochi Tamasumi (越智玉澄) mit 24 Klausen auf Ōmishima (大三島) gegründet. Da er aber für die Gebete der Seefahrer an einer ungünstigen Stelle lag, wurde er an den heutigen Ort in der Stadt Imabari verlegt. Im 1. Jahr Wadō (708) fasste Gyōki 8 der Klausen unter dem Namen (日本総鎮守三島の御前 Nihon sōchinju Mishima no gozen) zusammen. Später festigte Priester Kūkai die Stellung der Gebetsstätte.
Während der Kämpfe der Tenshō-Zeit (1573–1592) brannten Schrein und Tempel ab, nur der Nankōbō wurde wieder aufgebaut. Im Jahr 1600 wurde der Tempel Gebetsstätte des Fürsten Tōdō Takatora, der die Halle für den heilenden Buddha, die Yakushidō (薬師堂) errichten ließ. Weiter förderten die nachfolgenden Fürsten, die Hisamatsu, den Tempel.
Zu Beginn der Meiji-Zeit erhielt der Tempel im Rahmen der Trennung von Buddhismus und Shintoismus die Skulpturen des Daitsūchishō-Buddha (大通智勝如来) mit dem begleitenden Miroku Bosatsu (弥勒菩薩) und eine Kannon für die Yakushidō. – Am Ende des Pazifikkriegs wurde Imabari im August 1945 bombardiert, wobei der Tempel weitgehend abbrannte, aber nach dem Kriege nach und nach wieder aufgebaut wurde.

## Anlage
Man betritt den Tempel von Nordosten her durch das Tempeltor (山門, Sammon; 1), das hier als Turmtor (楼門, Rōmon) ausgeführt ist. Es wurde im Herbst 1998 wiederhergestellt und beherbergt rechts und links vom Durchgang die Vier Himmelskönige in moderner farbiger Ausführung. Voraus am Ende des Tempelgeländes steht die Haupthalle (本堂, Hondō; 2), erbaut im Herbst 1981, gleich rechts die Daishidō (大師堂; 3). Neben der Haupthalle stehe am Rande des Tempelgeländes die Yakushi-Halle (薬師堂; 4), die im Frühjahr 1991 ersetzt wurde und die erhaltene Kompira-Halle (金毘羅堂; 5). Ferner sind zu erwähnen die heilige Benzaiten (弁財天; 6) auf einer winzigen Insel im Gewässer um das Eingangstor und die moderne Steinsäule, auf der oben eine Gorintō (7) steht.
Auf dem Plan links unten befindet sich der Imabari-Munetada-Schrein (今治宗忠神社; S). Der Bekku-Ōyamazumi-Schrein ist rechts auf der anderen Straßenseite zu finden.

## Bilder

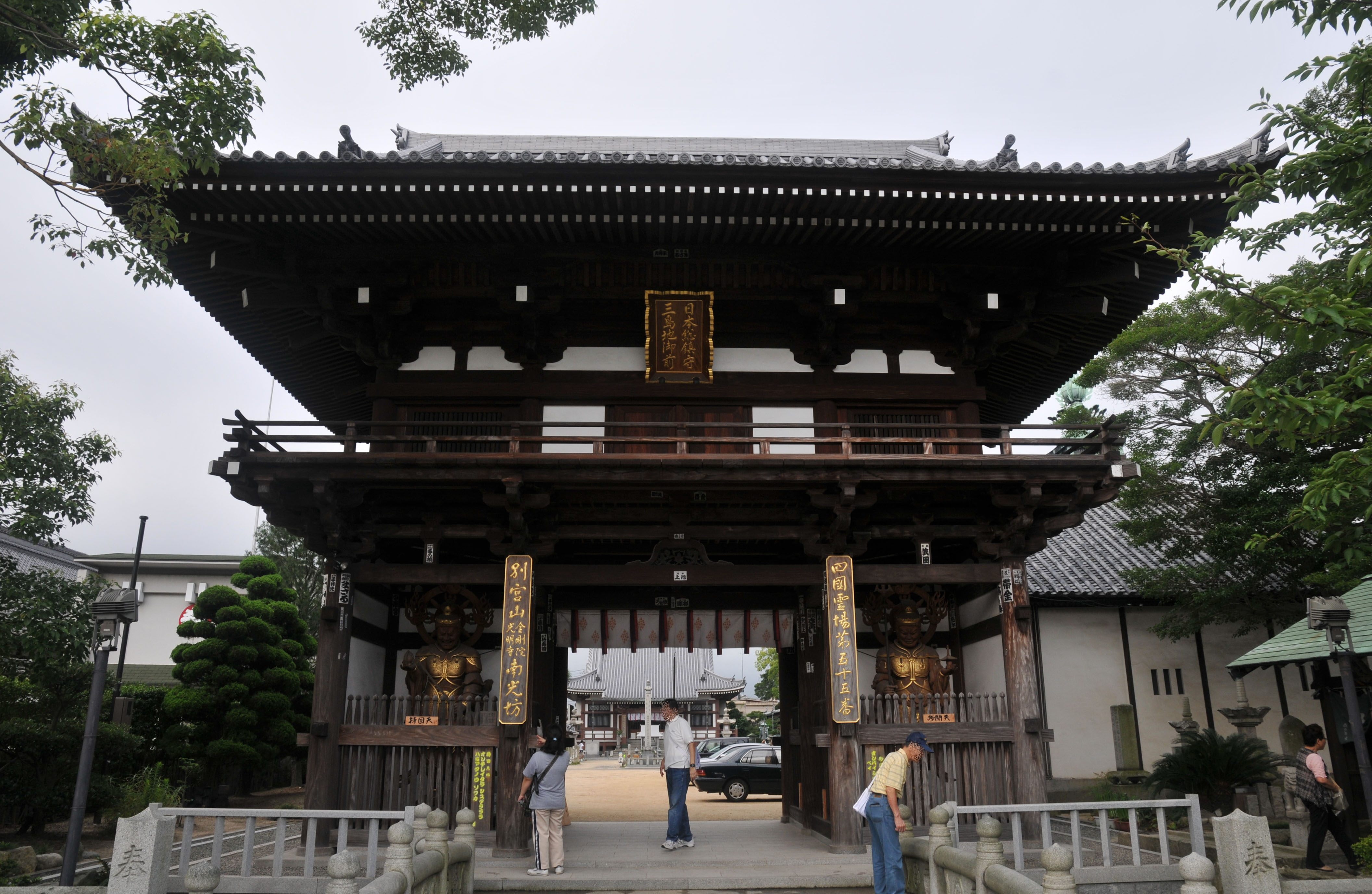
Tempeltor
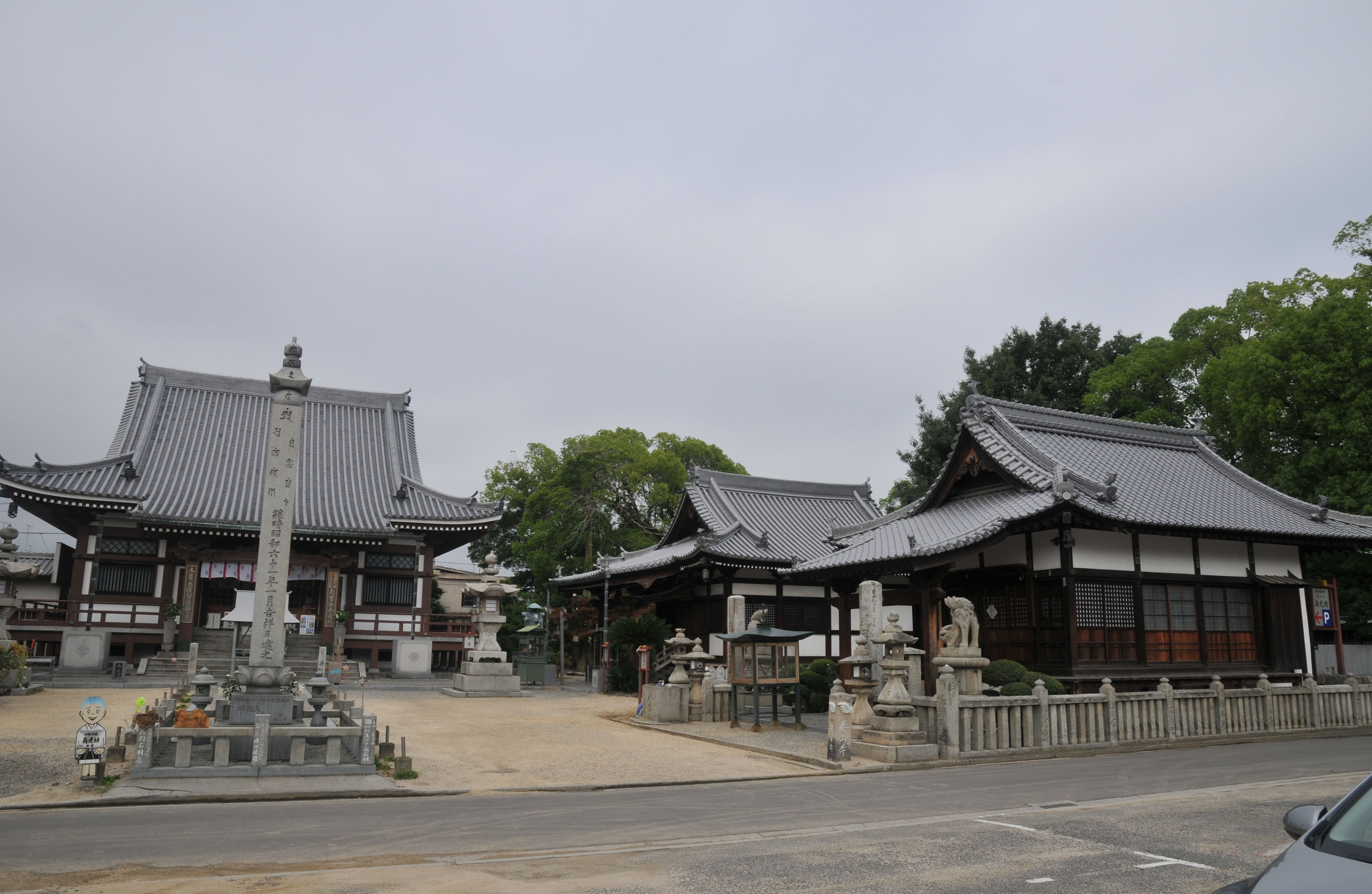
Tempelgelände[A 1]
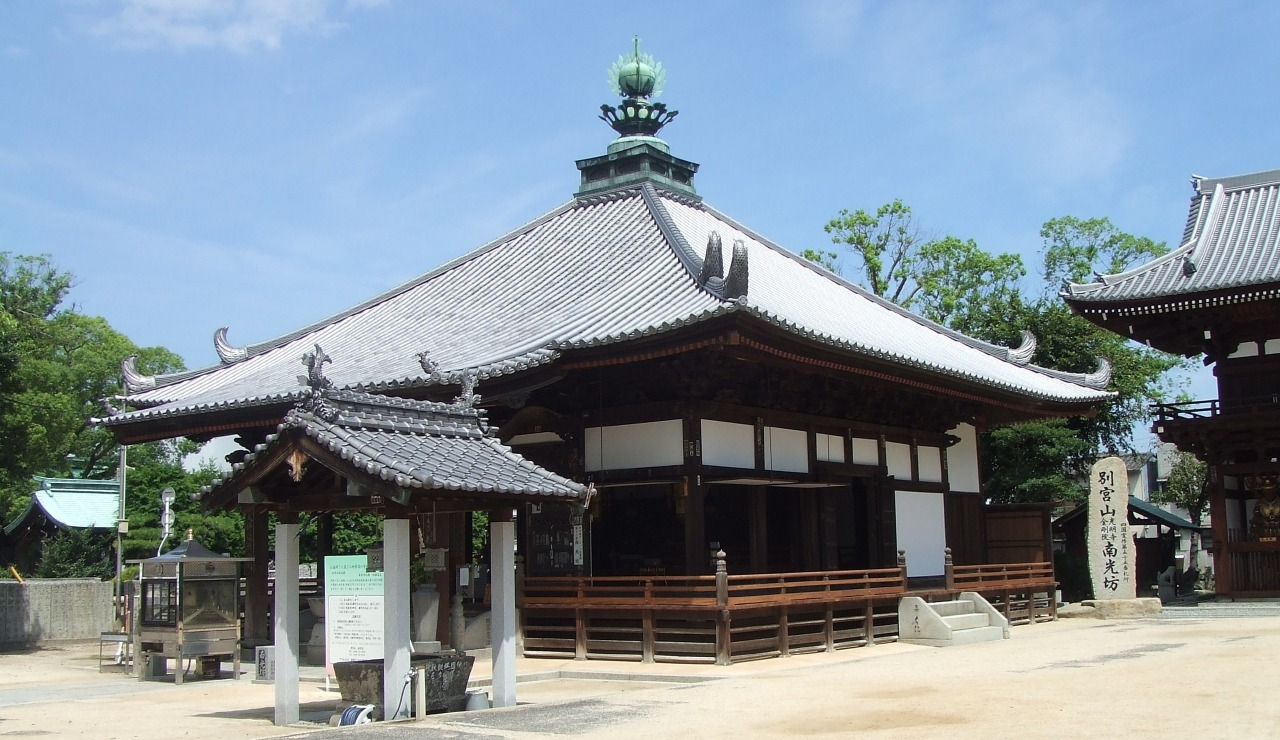
Daishidō
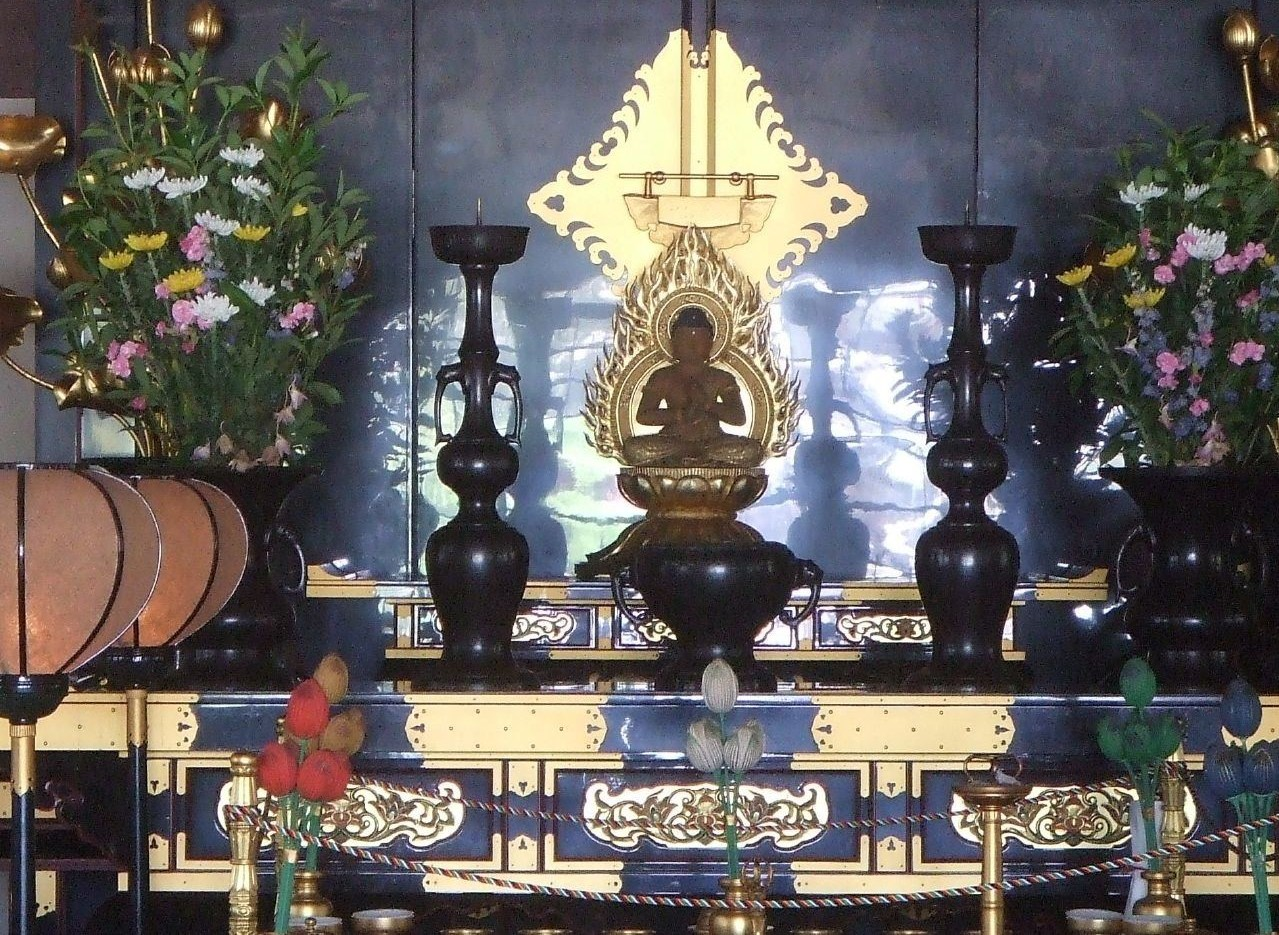
In der Haupthalle
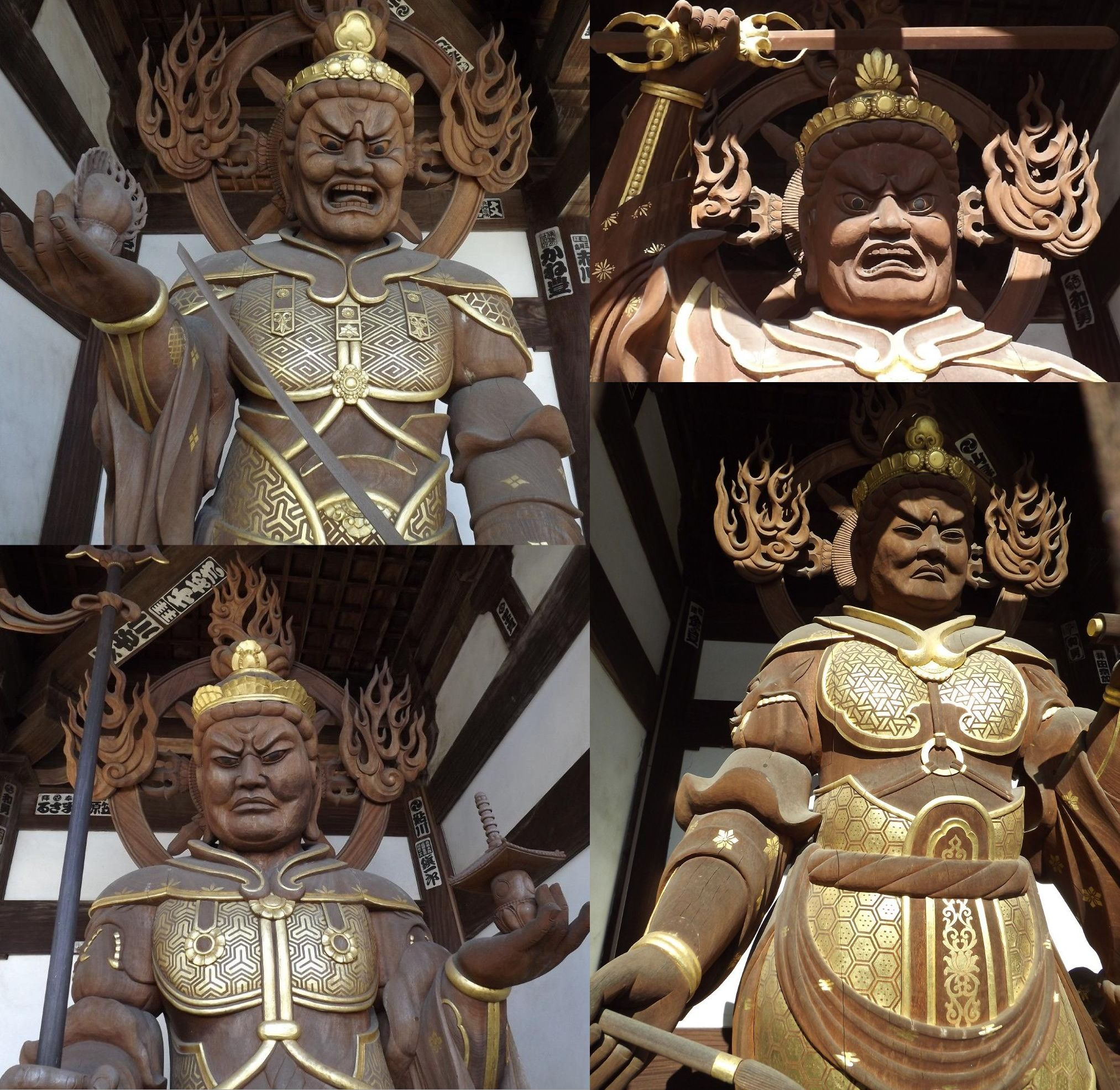
Die Vier Könige im Tempeltor